# Cutter-Sanborn Notation
Die Cutter-Sanborn Notation (CSN) ist ein bibliothekarisches Klassifikationsinstrument, das den Nachnamen eines Autors oder einen Sachtitel oder weitere Angaben verschlüsselt. Beim „Cuttern“ eines Wortes werden dessen Buchstaben mittels einer Verschlüsselungstabelle in eine Kombination aus Buchstaben am Notationsanfang und Ziffern am Notationsende umgesetzt. Diese Art der Notation wird häufig ergänzend eingesetzt, wenn eine Grundnotation nicht individualisiert genug ist, um diese als Signatur bei einer systematischen Aufstellung zu verwenden. Entwickelt wurde die Cutter-Sanborn Notation von Charles Cutter und Kate Emery Sanborn.

## Entwicklung
Die ursprüngliche von Charles Cutter entwickelte Version der Cutter-Tabelle behielt jeweils einen bis drei Anfangsbuchstaben eines Wortes bei und ergänzte diese mit ein bis zwei Ziffern: Wenn ein Wort mit einem Konsonanten (außer „S“) beginnt, wurde der Anfangsbuchstabe mit zwei Ziffern kombiniert. Bei Wörtern, die mit einem Vokal oder „S“ beginnen, wurden die zwei Anfangsbuchstaben mit einer Ziffer kombiniert. Beginnt das Wort mit „Sc“ wurden die drei Anfangsbuchstaben mit einer Ziffer ergänzt.
Diese ursprüngliche Version der Cutter-Tabelle erwies sich als nicht ausreichend für größere Bibliotheksbestände. Deshalb beauftragte Cutter seine ehemalige Assistentin Kate Emery Sanborn mit der Weiterentwicklung der Tabelle. Sanborn vereinheitlichte die Verschlüsselung, sodass jedes Wort mit seinem Anfangsbuchstaben und nachfolgend ein bis drei Ziffern verschlüsselt wird.
|              | Cutter | Cutter-Sanborn |
| ------------ | ------ | -------------- |
| Abbot        | Ab2    | A131           |
| Anne         | An7    | A613           |
| Beard        | B34    | B368           |
| Smith        | Sm5    | S642           |
| Schopenhauer | Sch6   | S373           |

## Anwendungsbeispiel
Die Cutter-Sanborn Notation wird beispielsweise in Kombination mit der Regensburger Verbundklassifikation (RVK) angewendet. In dieser steht die Notation EC 7120 für Comic / Graphic Novel. Sind mehrere Comics und Graphic Novels im Bibliotheksbestand, so kann die RVK-Notation um eine CS-Notation ergänzt werden. Diese sähe beispielsweise bei der Graphic Novel „Watchmen“ von Alan Moore folgendermaßen aus: EC 7120 M821. Die Anfangsnotation EC 7120 bleibt bestehen und wird um M821, die „gecutterte“ Version des Nachnamens Moore ergänzt. Liegen mehrere Werke von Moore vor, könnte die Notation wiederum um eine „gecutterte“ Version des Sachtitels ergänzt werden usw.